# 宮城晃太
宮城 晃太（みやぎ こうた、1993年10月10日 - ）は、沖縄県那覇市出身の元プロサッカー選手、サッカー指導者。現役時代のポジションは、ミッドフィールダー（MF）。

## 来歴
FC琉球U-15出身で、中学校卒業後にU-18へ昇格することもできたが、那覇西高校への進学を選択した。
大阪産業大学を経て、2016年より、古巣のFC琉球へ加入（大学で同期の山内達朗も同年加入）。同年シーズン終了後、現役引退が発表され、FC琉球アカデミーコーチに就任した。
2019年2月からJICA海外協力隊員としてカンボジアクラチエ州でユース年代の指導にあたった。2021年6月より、アンコールタイガーFCのアシスタントコーチとなる。2023年9月より、事実上の監督となり（ライセンスの都合により、名目上の監督はNy YUTHとなる）、指揮を執ることになった。

## 所属クラブ
ユース経歴
- 松島FC
- FC琉球U-15
- 沖縄県立那覇西高等学校
- 大阪産業大学

プロ経歴
- 2016年  FC琉球

## 個人成績
| 国内大会個人成績 | 国内大会個人成績 | 国内大会個人成績 | 国内大会個人成績 | 国内大会個人成績 | 国内大会個人成績 | 国内大会個人成績 | 国内大会個人成績 | 国内大会個人成績 | 国内大会個人成績 | 国内大会個人成績 | 国内大会個人成績 |
| 年度             | クラブ           | 背番号           | リーグ           | リーグ戦         | リーグ戦         | リーグ杯         | リーグ杯         | オープン杯       | オープン杯       | 期間通算         | 期間通算         |
| 年度             | クラブ           | 背番号           | リーグ           | 出場             | 得点             | 出場             | 得点             | 出場             | 得点             | 出場             | 得点             |
| 日本             | 日本             | 日本             | 日本             | リーグ戦         | リーグ戦         | リーグ杯         | リーグ杯         | 天皇杯           | 天皇杯           | 期間通算         | 期間通算         |
| ---------------- | ---------------- | ---------------- | ---------------- | ---------------- | ---------------- | ---------------- | ---------------- | ---------------- | ---------------- | ---------------- | ---------------- |
| 2016             | 琉球             | 3                | J3               | 0                | 0                | -                | -                | 0                | 0                | 0                | 0                |
| 通算             | 日本             | 日本             | J3               | 0                | 0                | -                | -                | 0                | 0                | 0                | 0                |
| 総通算           | 総通算           | 総通算           | 総通算           | 0                | 0                | 0                | 0                | 0                | 0                | 0                | 0                |

## 指導歴
- 2017年 - 2018年  FC琉球アカデミーコーチ
- 2019年 - 2021年 JICA海外協力隊員（カンボジアクラチエ州）
- 2021年 - 2023年 アンコールタイガーFCアシスタントコーチ
- 2023年 -  アンコールタイガーFCヘッドコーチ（事実上の監督）